# Alan Fletcher (compositore)
Alan Fletcher (Riverside, 1956) è un compositore e direttore artistico statunitense, presidente e CEO dell'Aspen Music Festival and School.
Arrivò ad Aspen nel marzo 2006 lasciando l'incarico di Direttore della Scuola di Musica e docente di Musica presso la Università Carnegie Mellon di Pittsburgh, in Pennsylvania, dove era stato a partire dal 2001. Precedentemente aveva occupato posizioni di leadership e di facoltà tra cui rettore e Vice Presidente Senior presso il New England Conservatory, dove era stato occupato per 16 anni. Conseguì il dottorato e il master presso la Juilliard School e una laurea presso l'Università di Princeton e ha studiato con compositori illustri come Roger Sessions, Milton Babbitt, Edward T. Cone, e Paul Lansky.
Ha vinto numerosi premi ed incarichi di composizione, incluse le recenti commissioni per la Pittsburgh Symphony e la National Gallery of Art. Insegna a livello nazionale ed internazionale musica e amministrazione musicale, ha un blog su Gramophone e ha scritto pezzi Op/Ed per giornali come il Wall Street Journal, la Pittsburgh Post-Gazette, Symphony, e il Baltimore Sun. Inoltre si è seduto presso alcune delle commissioni più prestigiose del settore quali il The Gilmore Prize Artistic Board and Jury, al quale ha lavorato con l'ex amministratore artistico dell'AMFS Ara Guzelimian.
Vive ad Aspen, Colorado, con il suo partner Ronald Schiller.